# Западная Шу
Западная Шу (кит. упр. 西蜀, пиньинь Xī Shǔ) или Цяо Шу (кит. упр. 譙蜀, пиньинь Qiáo Shǔ) — китайское государство, существовавшее на территории провинции Сычуань ок. 405—413 годы.
Основателем царства Западная Шу был китайский полководец Цяо Цзун (кит. 譙縱), выходец из провинции Сычуань. Около 405 года он захватил район Чэнду, а в 409 году был признан императором Гао-цзу (姚興), который в то время правил царством Поздняя Цинь. Западная Шу и Поздняя Цинь были тесными союзниками и часто объединяли силы для совместных военных кампаний в районе реки Янцзы. Однако Западная Шу просуществовала менее десятилетия и была уничтожена в 413 году войсками империи Восточная Цзинь.

## Императоры династии Западная (Цяо) Шу (西蜀/譙蜀)
| Посмертное имя (諡號 shìhào) | Личное имя              | Годы правления | Эра правления (年號 niánhào) и годы эры |
| ---------------------------- | ----------------------- | -------------- | --------------------------------------- |
| Чэнду-ван 成都王 Chéngdūwáng | Цяо Цзун 譙縱 Qiáo Zòng | 405—413        | отсутствует                             |